# Friedrich Schneider

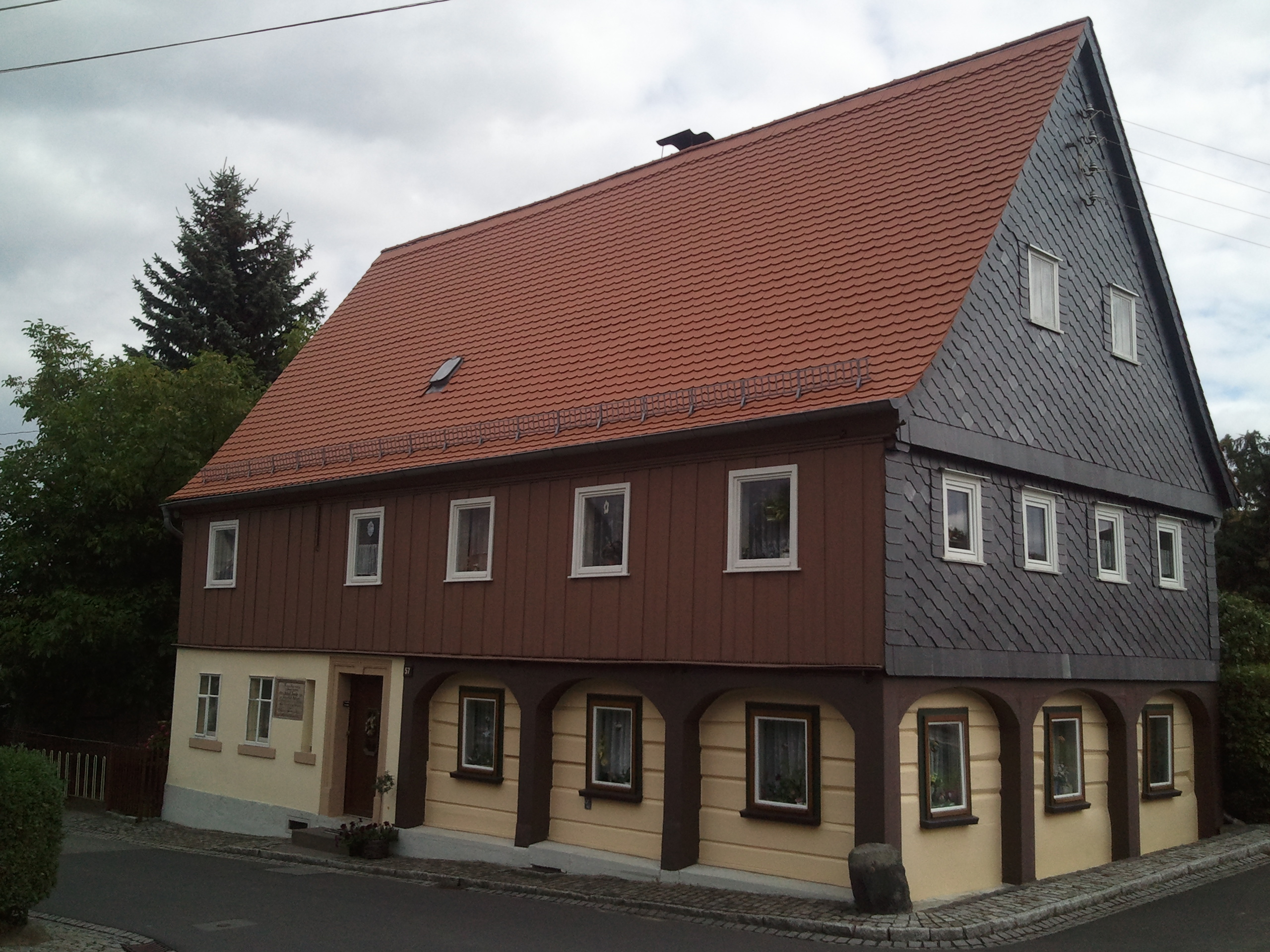
Geboortehuis van Friedrich Schneider in het toenmalige Altwaltersdorf, nu: Waltersdorf

Johann Christian Friedrich Schneider (Altwaltersdorf, tegenwoordig een wijk van Waltersdorf, 3 januari 1786 – Dessau, 23 november 1853) was een Duitse componist, muziekpedagoog, kapelmeester en organist. Hij was de oudste van twee zonen van de leraar en organist Johann Gottlieb Schneider (1753-1840).

## Levensloop

### Jeugd, opleiding en het begin van de muzikale carrière

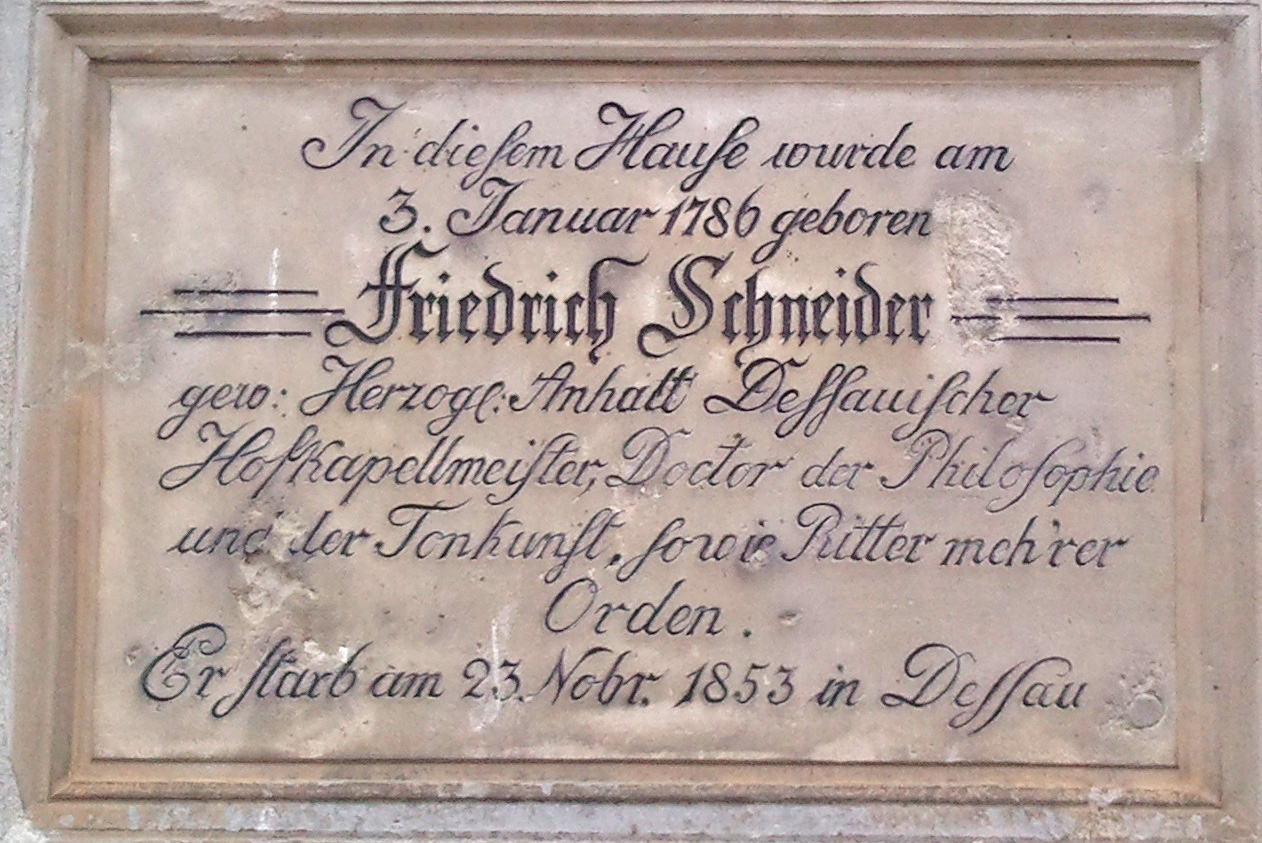
Gedenkplaat aan het geboortehuis van Friedrich Schneider

Schneider kreeg eerste muziekles (piano, orgel, viool, cello en verschillende blaasinstrumenten) van zijn vader. Vanaf 1798 ging hij op het gymnasium in Zittau en zong in het koor van deze school. Spoedig werd hij solist als tenor van dit schoolkoor. Van april 1804 tot juli 1805 was hij schoolprefect. Vanaf 1805 studeerde hij "Humaniora" in Leipzig en studeerde privé muziek bij August Eberhard Müller, Johann Gottfried Schicht en ook Johann Friedrich Rochlitz, de bekende oprichter van het Algemene muzikale dagblad (Allgemeine Musikalische Zeitung) in Leipzig. Binnen korte tijd had hij vele functies, in 1807 werd hij organist aan de St. Pauli kerk (Universiteitskerk), in 1810 werd hij muziekdirecteur van een operagezelschap, in 1813 organist aan de Thomaskerk en werd in 1816 directeur van de zangacademie (Singakademie) en vanaf 1817 muziekdirecteur van het stedelijk theater. Daarmee had hij grote invloed op het muziekleven in Leipzig in deze periode. Als solist bij de uitvoering van het 5e pianoconcert in Es majeur op. 73 van Ludwig van Beethoven in 1811 in het Leipziger Gewandhaus kon hij zijn vakbekwaamheid als pianist bewijzen.
In 1812 huwde hij de zangeres Elisa Geibel. Bij de geboorte van het eerste kind overleden moeder en kind. In 1815 huwde hij de zuster van zijn eerste vrouw Katharina Maria. Uit dit huwelijk werden 4 meisjes en 4 jongens geboren.
Alhoewel hij zich gedurende de jaren in Leipzig met alle muzikale genres bevatte, was van hem voor 1820 als componist niet veel bekend. De doorbraak als componist kwam met de onverwachte succes na première op 6 maart 1820 van zijn tweede oratorium Das Weltgericht. Niet alleen in Leipzig moest het werk meerdere malen uitgevoerd worden en bracht hem bekendheid ook buiten de regio.

### Hofkapelmeester in Anhalt-Dessau

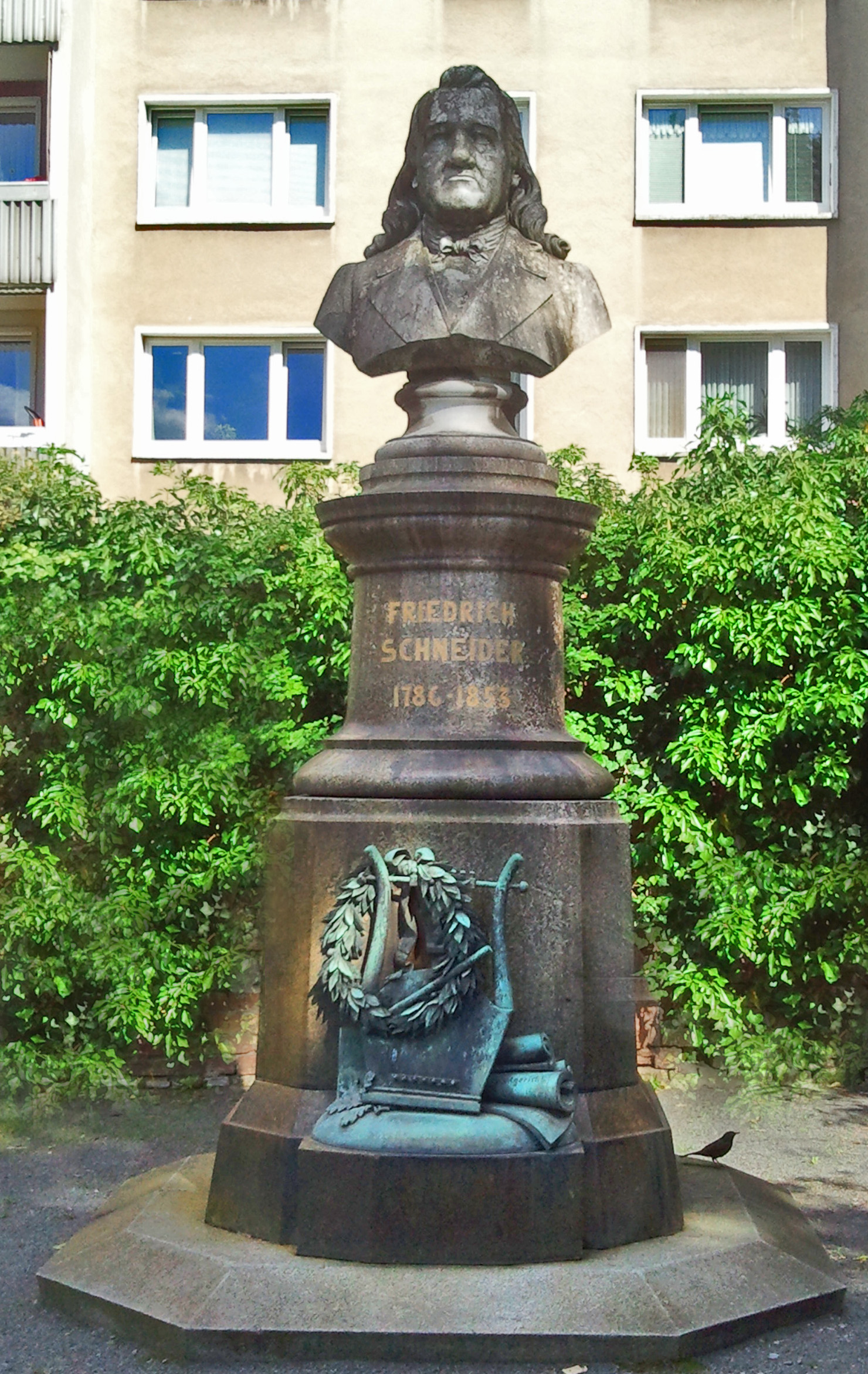
Monument voor Friedrich Schneider in het stadpark van Dessau - door Hermann Schubert, 1856

In 1821 werd hij opvolger van de in 1820 overleden Leopold Carl Reinicke als kapelmeester aan het hof van hertog Leopold III Frederik Frans van Anhalt-Dessau en beleefde het muziekleven aldaar. Een belangrijk punt was de reorganisatie van de orkest aan het hof. Al spoedig was de nieuw opgestelde hofkapel in staat om te presteren. Vanaf 1822 installeerde hij naar het voorbeeld van Leipzig regelmatige abonnementsconcerten en richtte een zangacademie op. Samen met de dichter Wilhelm Müller richtte hij ook de Dessauer Liedertafel op. Zowel met het schoolkoor van het gymnasium als met het mannenkoor van het lerarenseminaar voerde hij regelmatig concerten met kerkmuziek in de drie kerken van de stad uit. In 1829 richtte hij in Dessau een muziekschool op.
Hij vestigde zijn bekendheid ook buiten de regio doordat hij - naast zijn werkzaamheden als kapelmeester - bij talrijke muziekfeesten als dirigent optrad. Gedurende zijn jaren in Dessau ontstonden vooral oratoria en andere geestelijke werken alsook werken voor mannenkoor. Vanaf 1830 componeerde hij minder en trok zich langzamerhand meer terug in het contemplatieve Zerbst, om zich zijn andere voorliefde voor tuinliteratuur en astronomie te wijden. In deze periode was hij lid van meer als 25 muzikale verenigingen. Onder de talrijke onderscheidingen schieten bovenuit de in 1830 besloten benoemingen tot eredoctor van de universiteiten in Halle en in Leipzig, maar ook de ere-lidmaatschappen bij de New York Philharmonic Society (1853), van de Weense Gesellschaft der Musikfreunde en van de Koninklijke Muziekacademie in Stockholm. In 1807 werd hij opgenomen in de vrijmetselaarsloge Balduin zur Linde in Leipzig.
Als componist schreef hij 16 oratoria, verdere geestelijke vocale composities, maar ook zes opera's en een reeks instrumentale werken, waaronder 23 symfonieën, 20 ouverturen, 2 pianoconcerten, dansen en variaties. Zijn bekendheid als componist heeft hij vooral het grote succes van zijn oratorium Das Weltgericht (De jongste dag), op. 46 te danken. Verder heeft hij de behoefte van de overal opkomende muziekfeesten en de zich ontwikkelende koormuziekbeweging met een groot aantal van licht te zingende koormuziek bedient. Zijn oratoria en de andere werken werden zowel van het publiek als door de critici positief opgenomen en beoordeelt. Door zijn inzet als dirigent, organisator en componist heeft hij maatgevend de muziekfeestontwikkeling beïnvloed. Bijvoorbeeld waren de sinds 1826 organiseerde Elbmuziekfeesten vast met zijn naam verbonden. Grote waardering kreeg hij door zijn tijdgenoten ook als koor- en orkestpedagoog. Naast zijn missen en opera's ontving hij ook voor zijn liederen en koorwerken positieve resonantie. Hij genot in zijn leeftijd als muzikant in Duitsland grote waardering.

## Composities

### Werken voor orkest

#### Symfonieën
- 1798: - Symfonie nr. 1 in D majeur
- 1800: - Symfonie nr. 2 in D majeur
- 1802: - Symfonie nr. 3 in Bes majeur
- 1802: - Symfonie nr. 4 in d mineur
- 1803: - Symfonie nr. 5 in C majeur
- 1805: - Symfonie nr. 6 in D majeur
- 1806: - Symfonie nr. 7 in Es majeur
- 1807: - Symfonie nr. 8 in C majeur
- 1807: - Symfonie nr. 9 in d mineur
- 1807: - Symfonie nr. 10 in Es majeur
- 1808: - Symfonie nr. 11 in Bes majeur
- 1809: - Symfonie nr. 12 in c mineur
- 1810: - Symfonie nr. 13 in G majeur
- 1810: - Symfonie nr. 14 in Es majeur
- 1816: - Symfonie nr. 15 in D majeur
- 1818: - Symfonie nr. 16 in A majeur
- 1822: - Symfonie nr. 17 in c mineur
- 1825: - Symfonie nr. 18 in F majeur
- 1831: - Symfonie nr. 19 in e mineur
- 1832: - Symfonie nr. 20 in Bes majeur
- 1834: - Symfonie nr. 21 in b mineur
- 1847: - Symfonie nr. 22 in f mineur
- 1847: - Symfonie nr. 23 in G majeur

#### Concerten voor instrumenten en orkest
- Concert nr. 1, voor piano en orkest
- Concert nr. 2, voor piano en orkest

#### Ouverturen
- 1804: - Ouverture in C majeur
- 1804: - Ouverture in d mineur
- 1805: - Ouverture
- 1805: - Ouverture "Tragische" in c mineur, op. 45
- 1805: - Ouverture
- 1806: - Ouverture, voor groot orkest, op. 11
- 1817: - Ouverture tot Schillers "Die Braut von Messina", op. 42
- 1818: - Ouverture zu dem Festspiele "Die Koenigseiche"
- 1818: - Ouverture "Polnische"
- 1820: - Ouverture
- 1820: - Ouverture
- 1822: - Ouverture "Dessauer Marsch" - Der Dessauer Marsch als Ouverture, op. 50
- 1826: - Ouverture "Jacht-Ouverture Nr. 1", op. 66
- 1826: - Ouverture "Jacht-Ouverture Nr. 2", op. 67
- 1829: - Gaudeamus igitur: Feest-Ouverture over motieven van academische liederen, voor groot orkest, op. 84
- 1848: - Ouverture "Feestouverture"
- Ouverture "God save the King" in Es majeur, op. 43

#### Andere werken voor orkest
- Drei Polonaisen, voor groot orkest, op. 48
  1. Bes majeur
  2. E majeur
  3. D majeur
- Drei Polonaisen, voor groot orkest
  1. D majeur
  2. C majeur
  3. C majeur
- Geschwindmarsch in F majeur

### Werken voor harmonieorkest
- Ouverture over de "Dessauer Marsch" in Es majeur, voor harmonieorkest, op. 30

### Missen en andere kerkmuziek

#### Oratoria
- 1810: - Die Höllenfahrt des Messias, voor solisten, gemengd koor en orkest - tekst: Heinrich Seidel
- 1819: - Das Weltgericht - Iudicium extremum (De jongste dag), oratorium in drie delen voor solisten, gemengd koor en orkest, op. 46 - tekst: Johann August Apel, Nederlandse vertaling: Pieter Gerardus Witsen Geysbeek - opgedragen aan Frederika Louise van Pruisen, hertogin van Anhalt-Dessau
- 1821: - Die Totenfeier, oratorium in drie delen voor solisten, gemengd koor en orkest - tekst: August Hermann Niemeyer
- 1823: - Die Sündfluth, oratorium voor solisten, gemengd koor en orkest (of piano), op. 52 - tekst: Eberhard Rudolf von Groote
- 1824: - Das verlorene Paradies, oratorium in drie delen voor solisten, gemengd koor en orkest - tekst: Heinrich Ludwig de Marées
- 1825: - Jesus Geburt, oratorium in drie delen voor solisten, gemengd koor en orkest - tekst: Heinrich Ludwig de Marées
- 1827: - Christus, der Meister, oratorium in drie delen voor solisten, gemengd koor en orkest - tekst: Philipp Mayer
- 1828: - Pharao, oratorium in twee delen voor solisten, gemengd koor en orkest, op. 74 - tekst: Adolf Brüggemann
- 1829: - Christus, das Kind, oratorium in drie delen voor solisten, gemengd koor en orkest, op. 83 - tekst: Philipp Mayer
- 1829: - Gideon, oratorium in drie delen voor solisten, gemengd koor en orkest, op. 88 - tekst: Adolf Brüggemann
- 1830: - Absalon, oratorium voor solisten, gemengd koor en orkest - tekst: Adolf Brüggemann
- 1835: - Das befreite Jerusalem, oratorium in drie delen voor solisten, gemengd koor en orkest - tekst: Gelske
- 1836: - Salomonis' Tempelbau (onvoltooid) - tekst: Gelske
- 1837: - Bonifacius (onvoltooid) - tekst: Julius Schubring
- 1838: - Gethsemane und Golgatha, passie(Goede Vrijdags)-oratorium voor solisten, gemengd koor en orkest, op. 96 - tekst: Wilhelm F. Schubert
- 1838: - Christus, der Erlöser, oratorium in drie delen voor solisten, gemengd koor en orkest - tekst: Philipp Mayer

#### Missen, Te Deum
- 1802: - Mis in C majeur, voor gemengd koor en orkest
- 1803: - Mis in D majeur, voor gemengd koor en orkest
- 1804: - Mis in Es majeur, voor gemengd koor en orkest
- 1805: - Mis in C majeur, voor gemengd koor en orkest
- 1807: - Mis in Es majeur, voor gemengd koor en orkest
- 1807: - Mis, voor 3 zangstemmen en piano (of orgel)
- 1815: - Mis in F majeur, voor solisten, gemengd koor en orkest, op. 39
- 1815: - Mis in a mineur, voor dubbelkoor a capella
- 1816: - Mis in G majeur, voor solisten, gemengd koor en orkest
- 1817: - Mis in Es majeur, voor dubbelkoor a capella
- 1817: - Missa: solis vocibus humanis comitante in F majeur - tekst: Adolf Brüggemann
- 1817: - Mis, voor vijfstemmig gemengd koor a capella
- 1819: - Mis in C majeur, voor solisten, gemengd koor en orkest, op. 55 - opgedragen aan: Erich Heinrich Verkenius
- 1825: - Gloria in D majeur, voor mannenkoor
- 1826: - Mis in F majeur, voor solisten, gemengd koor en orkest
- 1830: - Te Deum für die Universität Leipzig
- 1832: - Mis "Orgelmis"

#### Cantates, hymnes, psalmen
- 1800: - Cantate "Heilig, heilig!"
- 1800: - Cantate "Wie der Wind bläset"
- 1801: - Cantate "Der Tod"
- 1801: - Cantate "Groß sind die Werke des Herrn"
- 1801: - Cantate "Jedes Werk zeigt deine Größe"
- 1802: - Cantate "Heilig"
- 1804: - Hymnus "Das große Halleluja"
- 1804: - Hymnus, voor 3 koren
- 1808: - Cantate
- 1808: - Hymnus "Die Gottheit"
- 1810: - Cantate
- 1810: - Cantate zur Kirchenweihe in Gersdorf
- 1810: - Cantate "Ariadnes Apotheose"
- 1810: - Der 130. Psalm
- 1811: - Abschiedskantate, cantate
- 1811: - Cantate "Trauungskantate"
- 1817: - Cantate, Aria met koor
- 1817: - Cantate "Hochzeitskantate"
- 1817: - Cantate "Osterkantate" nach Worten der heiligen Schrift
- 1821: - Cantate zur Einweihung der Georgenkirche in Dessau
- 1821: - Der 146. Psalm
- 1821: - Die Todtenfeier, cantate in 2 afdelingen - tekst: Niemeyer
- 1822: - Cantate "Pfingstkantate" - "Merkt auf! So spricht der Herr", voor gemengd koor en orkest - tekst: Friedrich Rochlitz
- 1822: - Der 24. Psalm "Jehovas ist die Erd' und ihre Fülle", voor gemengd koor en orkest, op. 72 - tekst: vertaling van Johann Gottfried Herder
- 1823: - Cantate "Kerstcantate"
- 1823: - Der 29. Psalm
- 1824: - Cantate "Paascantate"
- 1824: - Cantate zur Orgelweihe in der Schlosskirche Dessau
- 1824: - Cantate zum Buß- und Bettag
- 1826: - Cantate "Goede vrijdagscantate"
- 1831: - Cantate zum Kirchgang der Herzogin von Anhalt-Dessau
- 1831: - Cantate "Die Seefahrt"
- 1831: - Cantate zur Einweihung der Johanniskirche in Zittau
- 1834: - Hymnus, voor mannenkoor a capella
- 1834: - Hymne "Jehova, dir frohlockt der König" in C majeur, voor achtstemmig mannenkoor, blaasinstrumenten, pauken en contrabas, op. 94 - componeert voor het Gesangfest des Märkischen Gesangvereins in juni 1834
- 1835: - Psalm (zonder nummer), voor mannenkoor a capella
- 1843: - Der 21. Psalm, voor driestemmig mannenkoor en blaasinstrumenten
- 1843: - Der 67. Psalm "Gott sei uns gnädig, und segne uns!", voor 2 mannenkoren, blaasinstrumenten, pauken, cello en contrabas, op. 102
- 1845: - Psalm "Vater unser", voor achtstemmig mannenkoor, koperblazers (of orgel) en contrabas, op. 103
- 1848: - Hymnus, voor mannenkoor a capella
- 1848: - Der 4. Psalm
- 1848: - Der 5. Psalm
- 1848: - Der 123. Psalm
- 1851: - Der 121. Psalm
- Hinunter in der Erde Schoß, hymne aan de nacht voor gemengd koor en orkest

#### Koorliederen, motetten en andere gezangen
- 1803: - Motet "Christ ist erstanden"
- 1804: - Motet "Der Herr ist Gott"
- 1804: - Motet "Milder Regen"
- 1804: - Motet "Gott, unser Vater"
- 1804: - Motet
- 1804: - 26 Kooraria's
- 1805: - Motet, met begeleiding van een blaasensemble
- 1807: - Motet "Dem hohen, guten Vater"
- 1813: - Motet "Zur Vermählung der Frl. Schicht"
- 1817: - Ave Maria in Es majeur
- 1818: - Ave Maria in D majeur
- 1820-1825 6 (18) geestelijke (religieuze) gezangen, voor vier stemmen in 3 bundels
  1. bundel 1 (nr. 1-6) (1820)
  2. bundel 2 (nr. 7-12) (1821), op. 62
  3. bundel 3 (nr. 13-18) (1825), op. 63
- 1825: - Salve regina, voor mannenkoor a capella
- 1838: - Fuga: "Kyrie eleison ...", voor gemengd koor en basso continuo
- 3 motetten uit op. 62, voor gemengd koor
  1. Auf ewig ist der Herr mein Teil
  2. O Gott, von dem wir alles haben
  3. Preis dem Todesüberwinder

### Muziektheater

#### Opera's
| Voltooid in | titel                    | aktes                                        | première | libretto                     |
| ----------- | ------------------------ | -------------------------------------------- | -------- | ---------------------------- |
| 1804        | Der Wahrsager            | 2 bedrijven                                  |          | Johann Theodor Lingke        |
| 1805        | Claudine von Villa Bella | 3 bedrijven                                  |          | Johann Wolfgang von Goethe   |
| 1807        | Andromeda                | 3 bedrijven                                  |          | Heinrich Seidel              |
| 1808        | Alvins Entzauberung      | 3 berijven                                   |          | Christian Friedrich Bretzner |
| 1809        | Der Zettelträger         | 1 akte                                       |          | Heinrich Seidel              |
| 1811        | Der Scherenschleifer     | 1 akte                                       |          | Franke                       |
| 1827        | Schwanhilde              | 3 bedrijven maar liefst 2 bedrijven voltooid |          | Wendler                      |

### Vocale muziek

#### Werken voor koor
- 1817: - Sechs Gesänge, voor mannenkoor
- 1821: - Zes vierstemmige gezangen, voor gemengd koor (SSTB) a capella, op. 44
- 1839: - Sechs Volkslieder, voor mannenkoor a capella
- Frohe Heimkehr, voor mannenkoor a capella - tekst: Johann Peter Hebel
- Fünfzig Canons, voor twee- drie- en vier zangstemmen
- Gut Heil! - Liederbuch für Turner in grösstentheils vierstimmiger Bearbeitung
- Mag auch die Liebe weinen, voor mannenkoor - tekst: Friedrich Adolf Krummacher
- Sechs altdeutsche Lieder , voor mannenkoor, op. 97
- Zes gezangen, voor mannenkoor (TTBB), op. 53

#### Liederen
- 1828: - Zweystimmige Kinderlieder (1e bundel), voor 2 zangstemmen en piano
- 1830: - Zweystimmige Kinderlieder (2e bundel), voor 2 zangstemmen en piano, op. 81
- Die Jahreszeiten, twaalf liederen voor zangstem en piano, op. 58 - tekst: Johann Christian August Heinroth
- Scherzo capriccioso, voor zangstem(men), klarinet en piano
- Solfeggien, voor alt en piano, op. 57

### Kamermuziek
- 1814: - Grand Duo, voor viool en piano, op. 31
- 1830: - Variazioni, voor dwarsfluit en piano (of gitaar)
- 6 Ländler für Herrn Exnern, voor 2 klarinetten en 2 bassethoorns
- Duo de concert, voor viool, altviool en piano
- Kwartet in c mineur, voor viool, altviool, cello en piano, op. 36
- Kartetten, voor 2 klarinetten en 2 bassethoorns
- Sestetto notturno in G majeur, voor hobo, klarinet, hoorn, 2 altviolen, fagot, cello en contrabas
- Sonate in G majeur, voor dwarsfluit en piano, op. 33
- Sonate in e mineur, voor dwarsfluit en piano, op. 35
- Sonate in F majeur, voor cello en piano
- Strijkkwartet nr. 6 in g mineur
- Strijkkwartet in g-mineur, op. 90
- Trio, voor viool, cello en piano, op 38

### Werken voor orgel
- Melodien der im Anhalt-Dessauischen Gesangbuche enthaltenen Lieder

### Werken voor piano
- Der Dessauer Marsch als Ouverture, voor piano vierhandig, op. 51
- Grande Sonate brillante
- Grande Sonate "Pathétique", op. 14
- Sonate in Es majeur, voor piano vierhandig, op. 2
- Sonate nr. 39 in f mineur, op. 37

## Publicaties
- Elementarübungen im Gesange. Zum Gebrauch beym ersten Gesangunterricht in Bürgerschulen und Choranstalten, Leipzig, K. Tauchnitz, 1822.
- Vierzig einstimmige Gesänge für Kinder. Zum Gebrauch beim ersten Gesangunterricht in Bürgerschulen und Choranstalten, Leipzig, K. Tauchnitz, 1827.
- Handbuch des Organisten, Halberstadt: C. Brüggemann, 1829-1833. - ook in de Engelse vertaling: Complete theoretical and practical instruction for playing the organ, with numerous exercises for acquiring the use of the pedals, vertaald door Charles Flaxman, London: J.A. Novello
  1. Die Elemente der Tonsetzkunst
  2. Orgelschule
  3. Choralbuch
  4. Höhere Orgelschule
- Die Musikschule zu Dessau, Dessau : Hofbuchdruckerei, 1837. 15 p.